# Kvark-gluonové plazma
Kvark-gluonové plazma (zřídka též quagma, angl. zkratka QGP) je skupenství hmoty, které existuje při extrémně vysokých teplotách a tlacích. Předpokládá se, že existovalo prvních asi 20 až 30 mikrosekund poté, kdy velký třesk dal vzniknout našemu vesmíru. Poprvé se o jeho vytvoření pokoušeli vědci při experimentech v CERNu v 80. a 90. letech 20. století. Dnes se v těchto experimentech pokračuje v Brookhaven National Laboratory na zařízení RHIC. V současné době se tvorbou a studiem tohoto plazmatu zabývá experiment CERNu s názvem ALICE, který probíhá na zařízení LHC.

## Obecný úvod
Kvark-gluonové plazma obsahuje kvarky a gluony, podobně jako běžná hadronová hmota. Na rozdíl od běžné hmoty, ve které páry kvark-antikvark tvoří mezony nebo trojice kvarků dávají vzniknout baryonům (jako jsou proton a neutron), v kvark-gluonovém plazmatu jsou částice tak blízko u sebe (méně než 10−15 m), že přestává působit silná interakce, tyto mezony a baryony se rozpadají a vytvářejí velkou směs kvarků a gluonů. V běžné hmotě jsou kvarky pevně svázané, v kvark–gluonovém plazmatu jsou kvarky uvolněné.

## Očekávané vlastnosti

### Termodynamika
Teplota fázového přechodu od normální hmoty ke skupenství kvark-gluonového plazmatu je přibližně 170 MeV, což odpovídá hustotě energie přes 1 GeV/fm³. Pro hmotu tvořenou relativistickými částicemi nejsou tlak a teplota nezávislé veličiny, takže stavová rovnice je vztahem mezi hustotou energie a tlakem. Toto bylo zjištěno pomocí mřížkové kalibrační teorie a srovnáním s perturbační teorií a teorií strun. Otázka stále zůstává předmětem současného výzkumu. V současnosti zbývá stanovit měrnou tepelnou kapacitu a další charakteristiky.